# 톰 위즈덤
톰 위즈덤(영어: Tom Wisdom, 1973년 2월 18일 ~ )은 잉글랜드의 배우이다. 영화 《300》에서 애스티노스 역으로 잘 알려져 있다.

## 출연 작품
- 도미니언 (2014)
- 소울메이트(영어판) (2013)
- 로미오 앤 줄리엣 (2013)
- 더 라이트키퍼스 (2009)
- 락앤롤 보트 (2009)
- 파이어 앤 아이스 (2008)
- 청바지 돌려입기 2 (2008)
- 300 (2006)
- 스워드 오브 오너 (2001)
- 코로네이션 스트리트 (1960)